# Saut d'obstacles individuel aux Jeux olympiques d'été de 2024
Cet article traite de l'épreuve individuelle. Pour la compétition par équipes, voir Saut d'obstacles par équipes aux Jeux olympiques d'été de 2024.
Navigation
Tokyo 2020 Los Angeles 2028
L'épreuve du saut d'obstacles individuel aux Jeux olympiques d'été de 2024 de Paris a lieu les 5 et 6 août 2024 au château de Versailles.

## Médaillés
| Or                                  | Argent                                    | Bronze                                      |
| Christian Kukuk (GER) et Checker 47 | Steve Guerdat (SUI) et Dynamix de Belheme | Maikel Van der Vleuten (NED) et Beauville Z |

## Site des compétitions

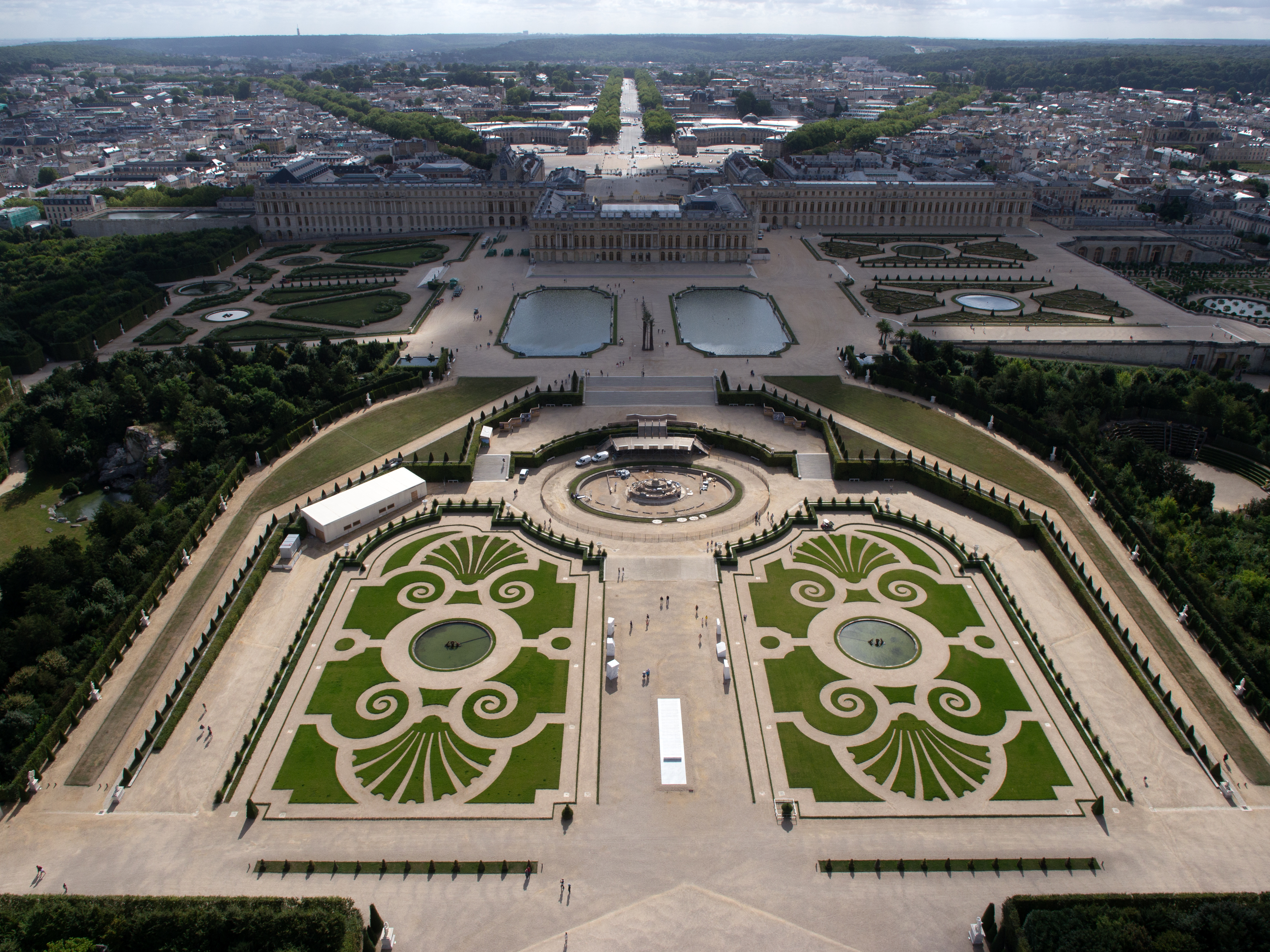
Vue aérienne du château de Versailles.

Les épreuves d'équitation ont lieu au château de Versailles : une carrière avec des tribunes d'une capacité de 15 000 places sera installée à l'ouest du Grand Canal.

## Format de la compétition
75 cavaliers et chevaux participent aux qualifications. Lors de cette épreuve, plusieurs obstacles sont disposés sur le parcours et le couple cavalier / monture doit les franchir dans un temps imparti. Un dépassement de temps et/ou la chute d'une barre d'un obstacles entraînent des pénalités. Les 30 premiers se qualifient pour la finale.
Un autre parcours est mis en place pour cette finale. En cas d'égalité, un barrage avec 6 obstacles est disputé entre les cavaliers et chevaux à départager : le couple qui est le plus rapide sans faire de faute est déclaré vainqueur.

## Programme
| Date         | Horaire | Manche         |
| ------------ | ------- | -------------- |
| Lundi 5 août | 14 h 00 | Qualifications |
| Mardi 6 août | 10 h 00 | Finale         |

## Résultats détaillés

### Qualifications
Les 30 meilleurs couples chevaux-cavaliers accèdent à la finale (Q).
| Rang                   | Cavalier                  | Cheval                   | Pays                | Pénalités  | Pénalités  | Pénalités  | Temps      | Note |
| Rang                   | Cavalier                  | Cheval                   | Pays                | Saut       | Temps      | Total      | Temps      | Note |
| ---------------------- | ------------------------- | ------------------------ | ------------------- | ---------- | ---------- | ---------- | ---------- | ---- |
| 1                      | Julien Épaillard          | Dubaï du Cèdre           | France              | 0          | 0          | 0          | 73.07      | Q    |
| 2                      | Shane Sweetnam            | James Kann Cruz          | Irlande             | 0          | 0          | 0          | 73.35      | Q    |
| 3                      | Daniel Coyle              | Legacy                   | Irlande             | 0          | 0          | 0          | 73.64      | Q    |
| 4                      | Harrie Smolders           | Uricas V/D Kattevennen   | Pays-Bas            | 0          | 0          | 0          | 74.02      | Q    |
| 5                      | Martin Fuchs              | Leone Jei                | Suisse              | 0          | 0          | 0          | 74.20      | Q    |
| 6                      | Steve Guerdat             | Dynamix de Belheme       | Suisse              | 0          | 0          | 0          | 74.33      | Q    |
| 7                      | Henrik von Eckermann      | King Edward              | Suède               | 0          | 0          | 0          | 74.50      | Q    |
| 8                      | Emanuele Camilli          | Odense Odeveld           | Italie              | 0          | 0          | 0          | 75.10      | Q    |
| 9                      | Kim Emmen                 | Imagine                  | Pays-Bas            | 0          | 0          | 0          | 75.33      | Q    |
| 10                     | Abdulrahman Alrajhi       | Ventago                  | Arabie saoudite     | 0          | 0          | 0          | 75.35      | Q    |
| 11                     | Harry Charles             | Romeo 88                 | Grande-Bretagne     | 0          | 0          | 0          | 75.72      | Q    |
| 12                     | Scott Brash               | Jefferson                | Grande-Bretagne     | 0          | 0          | 0          | 75.78      | Q    |
| 13                     | Stephan de Freitas Barcha | Primavera                | Brésil              | 0          | 0          | 0          | 76.03      | Q    |
| 14                     | Victoria Gulliksen        | Mistral van de Vogelzang | Norvège             | 0          | 0          | 0          | 76.24      | Q    |
| 15                     | Gilles Thomas             | Ermitage Kalone          | Belgique            | 0          | 0          | 0          | 76.68      | Q    |
| 16                     | Karl Cook                 | Caracole de La Roque     | États-Unis          | 0          | 0          | 0          | 76.97      | Q    |
| 17                     | Rodrigo Pessoa            | Major Tom                | Brésil              | 0          | 0          | 0          | 77.03      | Q    |
| 18                     | Andres Azcarraga          | Contendros 2             | Mexique             | 0          | 0          | 0          | 77.21      | Q    |
| 19                     | Ramzy al-Duhami           | Untouchable 32           | Arabie saoudite     | 0          | 0          | 0          | 77.48      | Q    |
| 20                     | Takashi Haase Shibayama   | Karamell M & M           | Japon               | 0          | 0          | 0          | 70.94      | Q    |
| 21                     | Abdul Aziz al Marzooqi    | Enjoy de la Mure         | Émirats arabes unis | 0          | 1          | 1          | 79.56      | Q    |
| 22                     | Maikel Van der Vleuten    | Beauville Z              | Pays-Bas            | 4          | 0          | 4          | 70.94      | Q    |
| 23                     | Grégory Wathelet          | Bond Jamesbond de Hay    | Belgique            | 4          | 0          | 4          | 71.97      | Q    |
| 24                     | Christian Kukuk           | Checker 47               | Allemagne           | 4          | 0          | 4          | 72.00      | Q    |
| 25                     | Simon Delestre            | I Amesulina R 51         | France              | 4          | 0          | 4          | 72.64      | Q    |
| 26                     | Max Kuehner               | Elektrik Blue P          | Autriche            | 4          | 0          | 4          | 73.04      | Q    |
| 27                     | Laura Kraut               | Baloutinue               | États-Unis          | 4          | 0          | 4          | 73.22      | Q    |
| 28                     | Ben Maher                 | Dallas Vegas Batilly     | Grande-Bretagne     | 4          | 0          | 4          | 73.24      | Q    |
| 29                     | Jose Maria Larocca        | Finn Lente               | Argentine           | 4          | 0          | 4          | 73.33      | Q    |
| 30                     | Philipp Weishaupt         | Zineday                  | Allemagne           | 4          | 0          | 4          | 73.42      | Q    |
| 31                     | Mario Deslauriers         | Emerson                  | Canada              | 4          | 0          | 4          | 74.93      |      |
| 32                     | Rolf-Göran Bengtsson      | Zuccero HV               | Suède               | 4          | 0          | 4          | 75.15      |      |
| 33                     | Cian O'Connor             | Maurice                  | Irlande             | 4          | 0          | 4          | 75.17      |      |
| 34                     | McLain Ward               | Ilex                     | États-Unis          | 4          | 0          | 4          | 75.50      |      |
| 35                     | Jérôme Guéry              | Quel Homme de Hus        | Belgique            | 4          | 0          | 4          | 75.54      |      |
| 36                     | Katharina Rhomberg        | Colestus Cambridge       | Autriche            | 4          | 0          | 4          | 75.55      |      |
| 37                     | Erynn Ballard             | Nikka VD Bisschop        | Canada              | 4          | 0          | 4          | 74.93      |      |
| 38                     | Olivier Perreau           | Dorai d'Aiguilly         | France              | 4          | 0          | 4          | 76.94      |      |
| 39                     | Ismaël Garcia Roque       | Tirano                   | Espagne             | 4          | 0          | 4          | 76.97      |      |
| 40                     | Eugenio Garza Perez       | Contago                  | Mexique             | 4          | 0          | 4          | 77.02      |      |
| 41                     | Andreas Schou             | Napoli VH Nederassenthof | Danemark            | 4          | 0          | 4          | 77.11      |      |
| 42                     | Robin Muhr                | Galaxy HM                | Israël              | 8          | 0          | 8          | 73.46      |      |
| 43                     | Peder Fredricson          | Catch me not S           | Suède               | 8          | 0          | 8          | 74.50      |      |
| 44                     | Hilary Scott              | Milky Way                | Australie           | 8          | 0          | 8          | 74.71      |      |
| 45                     | Edouard Shmitz            | Gamin Van't Naastveldhof | Suisse              | 8          | 0          | 8          | 75.02      |      |
| 46                     | Khaled Almobty            | Jaguar King WD           | Arabie saoudite     | 8          | 0          | 8          | 75.87      |      |
| 47                     | Edwina Tops-Alexander     | Fellow Castlefield       | Australie           | 8          | 0          | 8          | 76.26      |      |
| 48                     | Duarte Seabra             | Dourados 2               | Portugal            | 8          | 0          | 8          | 76.27      |      |
| 49                     | Frederico Fernandez       | Roméo                    | Mexique             | 8          | 0          | 8          | 76.58      |      |
| 50                     | Tiffany Foster            | Figor                    | Canada              | 8          | 0          | 8          | 76.78      |      |
| 51                     | Thaisa Erwin              | Hialita B                | Australie           | 8          | 0          | 8          | 78.12      |      |
| 52                     | Adam Grzegorzewski        | Issem                    | Pologne             | 8          | 0          | 8          | 78.40      |      |
| 53                     | Dawid Kubiak              | Flash Blue B             | Pologne             | 8          | 0          | 8          | 78.63      |      |
| 54                     | Taizo Sugitani            | Quincy 194               | Japon               | 8          | 1          | 9          | 79.57      |      |
| 55                     | Richard Vogel             | United Touch S           | Allemagne           | 12         | 0          | 12         | 70.80      |      |
| 56                     | Kristaps Neretnieks       | Palladium KJV            | Lettonie            | 12         | 0          | 12         | 73.66      |      |
| 57                     | Ioli Mytiline             | L'Artiste de Toxandra    | Grèce               | 12         | 0          | 12         | 74.32      |      |
| 58                     | Maksymilian Wechta        | Chepettano               | Pologne             | 12         | 0          | 12         | 76.19      |      |
| 59                     | Gerfried Puck             | Naxcel V                 | Autriche            | 12         | 0          | 12         | 77.34      |      |
| 60                     | Sergio Álvarez Moya       | Puma HS                  | Espagne             | 12         | 1          | 13         | 79.75      |      |
| 61                     | Salim Ahmed Al Suwaidi    | Foncetti VD Heffinck     | Émirats arabes unis | 16         | 0          | 16         | 76.42      |      |
| 62                     | Yuri Mansur               | Miss Blue                | Brésil              | 4          | 15         | 19         | 93.37      |      |
| 63                     | Luis Fernando Larrazabal  | Condara                  | Venezuela           | 20         | 0          | 20         | 74.19      |      |
| 64                     | Isabella Russekoff        | C Vier 2                 | Israël              | 20         | 0          | 20         | 76.13      |      |
| 65                     | Augustin Covarrubias      | Nelson du petit Vivier   | Chili               | 28         | 3          | 31         | 81.68      |      |
| 66                     | Rene Lopez Lizarazo       | Kheros Van't Hoogeinde   | Colombie            | 20         | 19         | 39         | 97.59      |      |
|                        | Janakabhorn Karunayadhaj  | Kinmar Agalux            | Thaïlande           | ÉLIMINÉ(E) | ÉLIMINÉ(E) | ÉLIMINÉ(E) | ÉLIMINÉ(E) |      |
| Eduardo Álvarez Aznar  | Rokfeller de Pleville     | Espagne                  | ABANDON             | ABANDON    | ABANDON    | ABANDON    |            |      |
| My Relander            | Expert                    | Estonie                  | ABANDON             | ABANDON    | ABANDON    | ABANDON    |            |      |
| Daniel Bluman          | Ladriano Z                | Israël                   | ABANDON             | ABANDON    | ABANDON    | ABANDON    |            |      |
| Eiken Sato             | Conthargo-Blue            | Japon                    | ABANDON             | ABANDON    | ABANDON    | ABANDON    |            |      |
| Andrius Petrovas       | Linkolns                  | Lituanie                 | ABANDON             | ABANDON    | ABANDON    | ABANDON    |            |      |
| Abdullah Mohd Al Marri | McGregor                  | Émirats arabes unis      | ABANDON             | ABANDON    | ABANDON    | ABANDON    |            |      |
| Amre Hamcho            | Vagabon des forêts        | Syrie                    | RETRAIT             | RETRAIT    | RETRAIT    | RETRAIT    |            |      |

### Finale
Les couples chevaux-cavaliers à égalité se départagent lors d'un barrage (B).
| Rang                    | Cavalier                  | Cheval                   | Pays                | Pénalités  | Pénalités  | Pénalités  | Temps      | Note |
| Rang                    | Cavalier                  | Cheval                   | Pays                | Saut       | Temps      | Total      | Temps      | Note |
| ----------------------- | ------------------------- | ------------------------ | ------------------- | ---------- | ---------- | ---------- | ---------- | ---- |
| 1                       | Steve Guerdat             | Dynamix de Belheme       | Suisse              | 0          | 0          | 0          | 80.99      | B    |
| 1                       | Maikel Van der Vleuten    | Beauville Z              | Pays-Bas            | 0          | 0          | 0          | 82.06      | B    |
| 1                       | Christian Kukuk           | Checker 47               | Allemagne           | 0          | 0          | 0          | 82.38      | B    |
| 4                       | Julien Épaillard          | Dubaï du Cèdre           | France              | 4          | 0          | 4          | 79.18      |      |
| 5                       | Stephan de Freitas Barcha | Primavera                | Brésil              | 4          | 0          | 4          | 80.07      |      |
| 6                       | Scott Brash               | Jefferson                | Grande-Bretagne     | 4          | 0          | 4          | 81.23      |      |
| 7                       | Max Kuehner               | Elektrik Blue P          | Autriche            | 4          | 0          | 4          | 81.29      |      |
| 8                       | Laura Kraut               | Baloutinue               | États-Unis          | 4          | 0          | 4          | 81.61      |      |
| 9                       | Ben Maher                 | Dallas Vegas Batilly     | Grande-Bretagne     | 4          | 0          | 4          | 81.70      |      |
| 10                      | Martin Fuchs              | Leone Jei                | Suisse              | 4          | 0          | 4          | 82.21      |      |
| 11                      | Ramzy al-Duhami           | Untouchable 32           | Arabie saoudite     | 4          | 0          | 4          | 82.73      |      |
| 12                      | Philipp Weishaupt         | Zineday                  | Allemagne           | 4          | 1          | 5          | 84.14      |      |
| 13                      | Abdulrahman Alrajhi       | Ventago                  | Arabie saoudite     | 4          | 2          | 6          | 85.68      |      |
| 14                      | Harrie Smolders           | Uricas V/D Kattevennen   | Pays-Bas            | 4          | 2          | 6          | 85.75      |      |
| 15                      | Simon Delestre            | I Amesulina R 51         | France              | 8          | 0          | 8          | 78.76      |      |
| 16                      | Karl Cook                 | Caracole de La Roque     | États-Unis          | 8          | 0          | 8          | 79.72      |      |
| 17                      | Grégory Wathelet          | Bond Jamesbond de Hay    | Belgique            | 8          | 0          | 8          | 81.25      |      |
| 18                      | Mario Deslauriers         | Emerson                  | Canada              | 8          | 0          | 8          | 82.64      |      |
| 19                      | Abdul Aziz al Marzooqi    | Enjoy de la Mure         | Émirats arabes unis | 8          | 0          | 8          | 83.38      |      |
| 20                      | Gilles Thomas             | Ermitage Kalone          | Belgique            | 8          | 0          | 8          | 83.95      |      |
| 21                      | Emanuele Camilli          | Odense Odeveld           | Italie              | 12         | 0          | 12         | 81.08      |      |
| 22                      | Shane Sweetnam            | James Kann Cruz          | Irlande             | 12         | 0          | 12         | 82.03      |      |
| 23                      | Kim Emmen                 | Imagine                  | Pays-Bas            | 12         | 0          | 12         | 83.52      |      |
| 24                      | Victoria Gullisken        | Mistral van de Vogelzang | Norvège             | 12         | 1          | 13         | 84.83      |      |
| 25                      | Jose Maria Larocca        | Finn Lente               | Argentine           | 20         | 0          | 20         | 81.82      |      |
|                         | Andres Azcarraga          | Contendros 2             | Mexique             | ÉLIMINÉ(E) | ÉLIMINÉ(E) | ÉLIMINÉ(E) | ÉLIMINÉ(E) |      |
| Henrik von Eckermann    | King Edward               | Suède                    | ÉLIMINÉ(E)          | ÉLIMINÉ(E) | ÉLIMINÉ(E) | ÉLIMINÉ(E) |            |      |
| Rodrigo Pessoa          | Major Tom                 | Brésil                   | ABANDON             | ABANDON    | ABANDON    | ABANDON    |            |      |
| Daniel Coyle            | Legacy                    | Irlande                  | ABANDON             | ABANDON    | ABANDON    | ABANDON    |            |      |
| Takashi Haase Shibayama | Karamell M & M            | Japon                    | ABANDON             | ABANDON    | ABANDON    | ABANDON    |            |      |

| Rang                                | Cavalier               | Cheval             | Pays      | Pénalités | Temps |
| ----------------------------------- | ---------------------- | ------------------ | --------- | --------- | ----- |
| Médaille d'or, Jeux olympiques      | Christian Kukuk        | Checker 47         | Allemagne | 0         | 38.34 |
| Médaille d'argent, Jeux olympiques  | Steve Guerdat          | Dynamix de Belheme | Suisse    | 4         | 38.38 |
| Médaille de bronze, Jeux olympiques | Maikel Van der Vleuten | Beauville Z        | Pays-Bas  | 4         | 39.12 |